# 政治倫理審査会
政治倫理審査会（せいじりんりしんさかい）とは、政治家の倫理を審査するために日本の国会の両院および地方議会に置かれる委員会的組織の事である。略称は政倫審。

## 概説

### 国会
1983年10月に田中角栄がロッキード事件の第一審で有罪判決を受けた時に野党は田中への議員辞職勧告決議の衆議院本会議上程と採決を要求して国会は紛糾し、政治倫理の確立が急務とされた。そこで、与党と野党で協議会が設置されて審議された結果、1985年に国会法が改正され、それぞれ衆議院・参議院で"政治倫理綱領"、"行為規範"、"政治倫理審査会規程"が議決され政治倫理審査会が設置された。なお、会設置時、衆議院側の協議会で座長（衆議院議院運営委員長）を務めた小沢一郎は「俺が政倫審を作った」と語っている。
1985年の設置以降、審査会が開かれることはなかったが、1992年の"政治倫理審査会規程"の改正により疑惑を受けた本人の申し出でも開かれるようになったため、11年経った1996年に加藤紘一をめぐる問題で初めて開かれた。
委員の3分の1以上が申し立てし、出席委員の過半数が賛成した場合、もしくは、不当な疑惑を受けたとする議員本人が申し出た場合に審査会が開かれる。一方、審査対象の議員は出席を拒否することができ、2009年の審査会で対象議員の鳩山由紀夫は欠席している。"行為規範"等の規定に著しく違反し、道義的責任があると認められた場合、委員の3分の2以上の賛成で、一定期間の登院自粛や国会役職辞任などを勧告できる（議員辞職の勧告に関する規定はない）。ただ、こうした勧告が行われた例は今まで一例も無い。
"政治倫理審査会規程"には「審査会は傍聴を許さない」とあり、原則非公開である。しかし、規定には「本人からの求めがあれば尊重する」とあるため公開もでき、委員会外の一部の国会議員や報道陣が傍聴した例もある。審査会が事案について審査終了後に事案の概要及びこれに関する審査の結果を記載した報告書を作成して、議長に提出するものと規定されている。報道陣への公開や審査会における問答の公開が制限されていることなどから、審査を受ける側の議員にとっては偽証罪に問われる可能性がある証人喚問や公開が原則の参考人招致と比較して「負担は軽い」という面があるとされる。原則非公開のため、証人喚問や参考人招致とは異なり、インターネットウェブサイト上の国会会議録検索システムの国会議事録の対象外のため、審査会でどのようなやりとりがあったかは報道陣による新聞記事報道でその一端が判明する程度にすぎない。また、議員側から自ら開催を申し出ることができるため、説明責任を果たし弁明する場としても使われる。
審査会が開かれる場所は、過去、第一委員室であったり、議院の議長応接室（通称「議長サロン」）であったりまちまちである。

### その他
地方議会にも政治倫理条例により同名の審査会が設置される他、自由民主党の組織内にも同名の審査会が設置されている。

## 行われた事例
日本の国会における審査が行われた事例
| 年月日         | 院 | 人物                                                           | 案件                              | 備考 |
| -------------- | -- | -------------------------------------------------------------- | --------------------------------- | --- |
| 1996年9月25日  | 衆 | 加藤紘一                                                       | 共和汚職事件                      | 本人の申し出により開議。 全面非公開。                                                                       |
| 1998年6月5日   | 衆 | 山崎拓                                                         | 泉井事件                          | 本人の申し出により開議。 外部の一部国会議員に公開。                                                         |
| 2001年2月26日  | 衆 | 額賀福志郎                                                     | KSD事件                           | 本人の申し出により開議。 外部の一部国会議員に公開。                                                         |
| 2002年7月24日  | 衆 | 田中眞紀子                                                     | 公設秘書給与流用疑惑              | 本人の申し出により開議。 外部の一部国会議員と 報道陣（テレビ中継含）に公開。 政倫審開議後に議員辞職。       |
| 2003年5月21日  | 衆 | 松浪健四郎                                                     | 暴力団交際疑惑                    | 本人の申し出により開議。 報道陣に公開。                                                                     |
| 2004年5月31日  | 衆 | 原田義昭                                                       | 外国留学歴虚偽                    | 本人の申し出により開議。 外部の一部国会議員に公開。                                                         |
| 2004年11月30日 | 衆 | 橋本龍太郎                                                     | 日歯連闇献金事件                  | 本人の申し出により開議。 外部の一部国会議員に公開。                                                         |
| 2006年2月23日  | 衆 | 伊藤公介                                                       | 耐震強度偽装問題                  | 本人の申し出により開議。 報道陣に公開。                                                                     |
| 2024年2月29日  | 衆 | 岸田文雄 武田良太                                              | 政治資金パーティー収入 の裏金問題 | 本人の申し出により開議。 報道陣（テレビ中継含）に公開。 現職の内閣総理大臣の出席と 参議院での開催は初めて。 |
| 2024年3月1日   | 衆 | 西村康稔 松野博一 塩谷立 高木毅                                | 政治資金パーティー収入 の裏金問題 | 本人の申し出により開議。 報道陣（テレビ中継含）に公開。 現職の内閣総理大臣の出席と 参議院での開催は初めて。 |
| 2024年3月14日  | 参 | 世耕弘成 西田昌司 橋本聖子                                     | 政治資金パーティー収入 の裏金問題 | 本人の申し出により開議。 報道陣（テレビ中継含）に公開。 現職の内閣総理大臣の出席と 参議院での開催は初めて。 |
| 2024年3月18日  | 衆 | 下村博文                                                       | 政治資金パーティー収入 の裏金問題 | 本人の申し出により開議。 報道陣（テレビ中継含）に公開。 現職の内閣総理大臣の出席と 参議院での開催は初めて。 |
| 2024年12月17日 | 衆 | 稲田朋美 加藤竜祥 小森卓郎 佐々木紀                            | 政治資金パーティー収入 の裏金問題 | 本人の申し出により開議。 報道陣（テレビ中継含）に公開。 現職の内閣総理大臣の出席と 参議院での開催は初めて。 |
| 2024年12月18日 | 衆 | 柴山昌彦 鈴木英敬 関芳弘 田畑裕明 根本幸典 萩生田光一 平沢勝栄 | 政治資金パーティー収入 の裏金問題 | 本人の申し出により開議。 報道陣（テレビ中継含）に公開。 現職の内閣総理大臣の出席と 参議院での開催は初めて。 |
| 2024年12月18日 | 参 | 太田房江 松川るい 森まさこ 山谷えり子                          | 政治資金パーティー収入 の裏金問題 | 本人の申し出により開議。 報道陣（テレビ中継含）に公開。 現職の内閣総理大臣の出席と 参議院での開催は初めて。 |

日本の国会における欠席となった事例
| 年月日        | 院 | 人物       | 案件             | 備考                                                              |
| ------------- | -- | ---------- | ---------------- | ----------------------------------------------------------------- |
| 2009年7月17日 | 衆 | 鳩山由紀夫 | 個人献金偽装問題 | 委員の過半数の賛成で開議を議決。 弁明を求めたが強制力は無く欠席。 |